# La Loi de...
La Loi de… è una serie televisiva francese in 8 puntate, trasmessa in Francia dal canale televisivo France 3, successivamente è stata importata anche in Belgio.
È una serie televisiva antologica, quindi i personaggi principali cambiano in ogni puntata: vengono narrate le vicende degli avvocati responsabili della difesa delle cause giudiziarie inizialmente indifendibili.

## La Loi de Simon — Des hommes en noir
- Regista: Didier Le Pêcheur
- Sinossi: Simon Varlet è un avvocato brillante e cinico. Esasperato dai suoi eccessi, deve  difendere Philippe Moreau, un giovane prete accusato di aver ucciso uno dei suoi parrocchiani. Poco preoccupato dalla vicenda e allergico alle religioni quanto a qualsiasi forma di ideale, Simon è convinto che il suo cliente sia colpevole.
- Attori principali:
  - Daniel Prévost: Simon Varlet
  - Nicolas Gob: Philippe Moreau
  - Chloé Stefani: Laure
  - Pierre Laplace: Desplan
  - Geneviève Mnich: Christine
  - Jeanne Rosa: Fabienne
  - Marilou Aussilloux: Flora
  - Berthier: Pierre Poirot
  - Nicolas Jouet: Lacour

## La Loi de Christophe — La Ligne blanche
- Regista: Jacques Malaterre
- Sinossi: Christophe Vitari è l'avvocato ufficiale dell'uomo d'affari Charles Devaux, a capo di diverse fabbriche di cancelleria. Katya Valle, tirocinante della società Devaux, è accusata di aver ucciso il signor Brugier, il manager di una delle fabbriche. Vitari è incaricato da Charles Devaux, di difendere gli imputati, al fine di preservare la reputazione e gli interessi della società. Si trova così diviso tra la sua lealtà, al suo capo e il suo dovere di difesa nei confronti del suo cliente.
- Attori principali:
  - Richard Anconina: Christophe Vitari
  - Noémie Merlant: Katya Valle
  - Didier Flamand: Charles Devaux
  - Virginie Desarnauts: Christine
  - Antoine Oppenheim: Marc Gidoin
  - Rémi Bichet: Karl
  - Nathalie Cerda: Claire Brugier
  - Luc Palun: Frédéric Brugier
  - Marie Zidi: Clémentine

## La Loi de Pauline — Mauvaise Graine
- Regista: Céline Guyot e Martin Guyot
- Sinossi: Pauline, una cinquantenne in procinto di divorzio, inizia la carriera di avvocato ma i suoi primi casi finiscono male. Viene assegnata ad un caso di incendio doloso in una fattoria, che si evolve rapidamente in un duplice omicidio in un contesto di disaccordo familiare. Viene rivelato durante le indagini un dramma familiare tenuto segreto per 30 anni.
- Attori principali:
  - Zabou Breitman: Pauline
  - Serge Riaboukine: Alain
  - Pierre Cassignard: Christophe
  - Marilyne Canto: Catherine
  - Olivier Saladin: Lorrenzi
  - Laurent Natrella: Jacques
  - Antonin Chalon: Loris
  - Nicolas Briançon: giudice di corte
  - Bertrand Constant: Advocate General
  - Franck Beckmann: Presidente del tribunale

## La Loi de Gloria —L'Avocate du diable
- Regista: Didier Le Pêcheur
- Sinossi: Kevin Leroy è imprigionato in attesa del processo per aver ucciso una ragazza. Salomé Mendoza, un giovane avvocato incaricato del caso, è certa di ottenere la sua assoluzione nonostante un procedimento giudiziario. In prigione, Kevin sfugge a un tentativo di omicidio. Poco dopo, Salomé muore per un incidente stradale. Sua madre Gloria, un rinomato avvocato con metodi borderline, prende in carico il caso per imporre la verità o, almeno, per trasmettere la sua visione della giustizia.
- Attori principali:
  - Victoria Abril: Gloria Mendoza
  - Julien Baumgartner: Frédéric Andro
  - Jean-Claude Adelin: Marc
  - Andréa Ferréol: La Contessa della Torre
  - Paco Boublard: Kevin Leroy
  - Robert Plagnol: Thierry Lassere
  - Gwendolyn Gourvenec: Salomé Mendoza

## La Loi de Julien — Le Bon Fils
- Regista: Christophe Douchand
- Sinossi: Adottato da Irène e Bertrand Delamarche, Julien Meunier, avvocato, si sente incondizionatamente in debito con i suoi genitori adottivi, una famiglia di industriali. In diverse occasioni, è intervenuto per proteggere Cyril Delamarche, il figlio di Irene. Bertrand muore confidando a Julien i suoi dubbi sulla capacità del figlio di governare l'azienda. Cyril è accusato dell'omicidio di Sveta Doroshiva che era la sua amante. Julien Meunier accetta di garantire la difesa di Cyril. Séverine, La moglie, dice a Julien di aver visto Cyril pulire con cura il bagagliaio della sua auto la mattina presto. Julien quindi consiglia e persuade Cyril, che rivendica sempre la sua innocenza. Le analisi effettuate dalla polizia individuano le fibre lasciate sotto le unghie della vittima, oltre a un telone acquistato pochi giorni prima e che ha avvolto il cadavere. Manipolata da Cyril, Irene ritira la sua fiducia nello studio legale di Julien. Julien viene arrestato e accusato di essere l'assassino di Sveta. Cyril avvia una procedura volta a dimostrare che Julien aveva progettato questo crimine per l'eredità di famiglia e conquistare sua moglie. Ma Julien non si era mai mostrato avido di denaro. Irène Delamarche, di fronte alle scappatelle del figlio Cyril lo minaccia prima di privarlo della gestione dell'azienda. Questo è troppo per Cyril che cerca di uccidere sua madre. Séverine arriva in tempo per porre fine al tentato omicidio. Julien, subito scagionato, viene affidato alle redini dell'azienda e può riprendere con Séverine una storia d'amore che fino ad ora si erano proibiti nonostante un'attrazione reciproca.
- Attori principali:
  - Jean-Pierre Darroussin: Julien Meunier
  - Thomas Jouannet: Cyril Delamarche
  - Claudia Cardinale: Irène Delamarche
  - Hélène de Fougerolles: Séverine Delamarche
  - Sophie Broustal: Annie
  - François Marthouret: Bertrand Delamarche
  - Ophélie Koering: Capitano Varlet
  - Diana Rudychenko: Sveta Doroshiva
  - David Marchal: Giudice Lamy
  - Pauline Bertani: Karine Keller
  - Luc Gentil: il presidente della Corte
  - Alexandrine Pirrera: il rigattiere
  - Gaëlle Vanoudenhoven: Françoise

## La Loi de Valérie — Tous coupables
- Regista: Laurent Weber
- Riepilogo: Valérie, avvocato, deve difendere Paul, padre di famiglia, accusato senza prove di aver ucciso uno spacciatore responsabile della morte per overdose della figlia adolescente.
- Attori principali:
  - Charlotte de Turckheim: Valérie Renaud
  - Bruno Wolkowitch: Paul Julien
  - Kahina Carina: Malika
  - Joseph Malerba: Yanis Girard
  - Franck Beckmann: Jérôme
  - Alice Raucoules: Delphine
  - François Briault: Franck Mérot
  - Brigitte Aubry: Sophie

## La Loi de Marion — Insécurité rapprochée
- Regista: Stéphane Kappes
- Sinossi: Marion Veyron si sente responsabile dell'omicidio di una donna, mentre la figlia della vittima e sua assistita, che viene resa parte civile. È in questa occasione che Marion si trova faccia a faccia con il suo ex, Queyras, determinato a riparare l'affronto del suo divorzio.
- Attori principali:
  - Sandrine Bonnaire: Marion Veyron
  - Samuel Labarthe: Olivier Queyras
  - Maïra Schmitt: Chloé
  - Stéphane Metzger: Nathan
  - Pierre Diot: Laurent Gérard
  - Gabrielle Atger: Karine Gérard
  - Pascal Elso: Dottor Bertrand

## La Loi de Damien — L'Égal des dieux
- Regista: Arnaud Sélignac
- Sinossi: Il professor Pascal Bernel, neurochirurgo, deve operare un paziente cosciente. Alla fine il paziente muore e la moglie di quest'ultimo decide di sporgere denuncia. Per difenderlo, il padre del maestro Turenne, ex neurochirurgo e mentore del professor Bernel, convince il figlio a difenderlo.
- Attori principali:
  - Richard Berry: Damien Turenne
  - François Berléand: Pascal Bernel
  - Anne Loiret: Claire Turenne
  - Caroline Vigneaux: Solène
  - Souad Amidou: Sabine Bernel
  - Virginie Desarnauts: Sophie Lorret
  - Jacques Boudet: Pierre Turenne
  - Stéphanie Fatout: Marie Malory
  - Jeanne-Marie Ducarre: assistente di Damien Turenne
  - Jules Jacquet: Thomas Turenne
  - Philippe Le Bas: Presidente del tribunale